# Knud Sørensen (forfatter)
 Der er flere personer med dette navn, se Knud Sørensen.
Knud Sørensen (født 10. marts 1928 i Hjørring, død 26. september 2022) var en dansk forfatter. Hans far var jernbanedirektør. Selv fungerede Knud Sørensen som landinspektør på Mors fra 1958-84, hvilket gav ham et godt kendskab til Nordjylland. Han boede på Mors fra 1958 og til sin død.
Forfatterskabet omfattede både lyrik, prosa, biografier og hørespil. Temaet var den danske provins efter 2. verdenskrig. Han skildrede omlægninger i landbruget, nedlæggelsen af gårde og de vanskelige forhold for de tilbageværende. Oftest var beretningerne stilfærdige og begivenhederne talte for sig selv. For romanen En tid modtog Knud Sørensen kritikerprisen og Weekendavisens litteraturpris i 1997.
I 2014 modtog han Det Danske Akademis Store Pris.

## Udvalgte bøger
- Bondeslutspil (1980/85)
- Marginaljord (1987)
- En tid (1997)
- En befrielse (1999)
- Digterne omkring Limfjorden (2002)
- Kun slutningen mangler (2008) – erindringer
- Først nu (2013) - digte
- Inden så længe (2018) - digte
- Mit sprog og fjordens (2020) - digte
- Gemmebogen (2021) - digte